# Iso Korpijärvi
Iso Korpijärvi eller Korpijärvi är en sjö i Finland. Den ligger i kommunen Ranua i landskapet Lappland, i den centrala delen av landet, 600 km norr om huvudstaden Helsingfors. Korpijärvi ligger 135,8 meter över havet. Arean är 45,4 hektar och strandlinjen är 3,31 kilometer lång. Sjön  ingår i Ijo älvs huvudavrinningsområde. 